# Mieruko-chan
Mieruko-chan (見える子ちゃん Mieruko-chan?) es una serie de manga japonesa escrita e ilustrada por Tomoki Izumi. Comenzó a serializarse en línea a través del sitio web ComicWalker de Kadokawa en noviembre de 2018. La editorial Kadokawa Shōten comenzó a publicar la serie impresa desde abril de 2019 y ha lanzado doce volúmenes de tankōbon hasta la fecha.
Una adaptación a serie de anime de Passione se estrenó el 3 de octubre de 2021, contando con 12 episodios.
Una adaptación a película de acción real se estrenará el 6 de junio de 2025 en cines japoneses.

## Sinopsis
De pronto, una chica que puede ver monstruos grotescos a su alrededor, pero nadie más puede y en lugar de huir, o enfrentarlos, ella simplemente reúne todo su coraje y.… los ignora.
Únete a su vida cotidiana mientras mantiene su mejor cara de póquer a pesar de los acontecimientos sobrenaturales.

## Personajes
Miko Yotsuya (四谷みこ Yotsuya Miko?)
 Seiyū: Sora Amamiya, Itzel Mendoza (español latino)
La protagonista de la historia. Una estudiante de secundaria que intenta llevar una vida normal a pesar de su poder que dificulta su vida diaria. Intenta ignorar a los espíritus para evitar cualquier conflicto.
Hana Yurikawa (百合川ハナ Yurikawa Hana?)
 Seiyū: Kaede Hondo, Azul Valadez (español latino)
La mejor amiga de Miko. Es adicta a todo tipo de alimentos y pasa la mayor parte del tiempo comiendo. Colecciona peluches y productos "Lambda Rabbit", un conejo con la letra lambda como boca. Hana tiene una gran energía vital que atrae a los fantasmas y los quema si están débiles. Tiene el poder de regenerar su energía vital comiendo, pero no es consciente de este poder.
Yulia Niguredō (二暮堂ユリア Niguredō Yuria?)
 Seiyū: Ayane Sakura, María José Moreno (español latino)
Una joven aprendiz de Médium que puede ver los espíritus más débiles, pero no puede ver los más peligrosos, que solo Miko puede ver. Cuando Miko intenta salvarla o salvar a Hana de fantasmas que no puede ver, Yulia percibe estos actos como desafíos, pensando erróneamente que Miko está tratando de demostrar su superioridad.
Zen Tohno (遠 野 善 Tōno Zen?)
 Seiyū: Yuichi Nakamura, Roberto Gutiérrez (español latino)
Zen es un personaje secundario de la serie Mieruko-chan. Es un maestro suplente de la clase de Miko y Hana después de que su maestra de salón se tomó la licencia por maternidad.
Mitsue Takeda (ゴッドマザー Goddomazā?)
 Seiyū: Ikuko Tani, Isabel Martiñón (español latino)
Es una anciana de baja estatura, cabello blanco y rostro envejecido. Lleva un traje de adivinación en su tienda y una túnica tradicional japonesa cuando visita los santuarios.  En el pasado, vestía una túnica de color oscuro con ojos en la capucha, un velo ceremonial que cubría su boca y una chaqueta de corte bajo.
Kyōsuke Yotsuya (四谷 恭介 Yotsuya Kyōsuke?)
 Seiyū: Yumiri Hanamori, Dante Jara (español latino)
Es el hermano menor de Miko. Cuando se trata de su hermana, Miko, Kyousuke es muy protector con ella, incluso yendo lo suficientemente lejos como para asumir que tiene un novio del que desconfiar. Sacó conclusiones de un salto y se propuso cuidar de ella. Los dos tienen una relación de hermanos normal y, según el manga, incluso se bañan juntos.
Tōko Yotsuya (四谷 透子 Yotsuya Tōko?)
 Seiyū: Hitomi Nabatame, Karina Altamirano (español latino)
Mamoru Yotsuya (四谷 真守 Yotsuya Mamoru?)
 Seiyū: Kohsuke Toriumi, Jorge Badillo (español latino)
Junji Rōsoku (ロウソク淳二 Rōsoku Junji?)
 Seiyū: Nobuo Tobita, Raúl Solo (español latino)

## Contenido de la obra

### Manga
Mieruko-chan está escrito e ilustrado por Tomoki Izumi, y comenzó a serializarse en el sitio web ComicWalker de Kadokawa en noviembre de 2018. Kadokawa Shōten comenzó a publicar la serie impresa en abril de 2019 y ha lanzado doce volúmenes de tankōbon hasta la fecha.
La serie fue licenciada en inglés por Yen Press. y en español es licenciada por la Editorial Planeta, bajo la tienda Panini.

#### Lista de volúmenes
| Volúmenes de manga publicados | Volúmenes de manga publicados | Volúmenes de manga publicados |
| Número                        | Fecha de lanzamiento          | ISBN                          |
| ----------------------------- | ----------------------------- | ----------------------------- |
| 1                             | 22 de abril de 2019           | ISBN 978-4-04-065658-8        |
| 2                             | 21 de octubre de 2019         | ISBN 978-4-04-064092-1        |
| 3                             | 21 de marzo de 2020           | ISBN 978-4-04-064498-1        |
| 4                             | 23 de septiembre de 2020      | ISBN 978-4-04-064898-9        |
| 5                             | 22 de marzo de 2021           | ISBN 978-4-04-680257-6        |
| 6                             | 22 de octubre de 2021         | ISBN 978-4-04-680715-1        |
| 7                             | 22 de marzo de 2022           | ISBN 978-4-04-681219-3        |
| 8                             | 21 de octubre de 2022         | ISBN 978-4-04-681772-3        |
| 9                             | 23 de mayo de 2023            | ISBN 978-4-04-682240-6        |
| 10                            | 22 de febrero de 2024         | ISBN 978-4-04-682879-8        |
| 11                            | 23 de octubre de 2024         | ISBN 978-4-04-683993-0        |
| 12                            | 22 de marzo de 2025           | ISBN 978-4-04-684470-5        |

Una colección de historias de varios artistas, titulada Mieruko-chan Official Anthology Comic, fue publicada en Japón el 22 de noviembre de 2021. Mientras que en inglés fue publicado el 29 de agosto de 2023 por la editorial Yen Press.

### Webcómic
Una versión Webcómic de Mieruko-chan, escrita por el propio autor Tomoki Izumi, se publicó a través del Twitter de Izumi entre el 6 al 22 de setiembre de 2018. Cuenta con solo 4 capítulos.

### Anime
Se anunció una adaptación de la serie al anime el 18 de marzo de 2021. La serie está animada por Passione y dirigida por Yuki Ogawa, con Takahiro Majima como asistente del director, Shintarō Matsushima como asistente de dirección y Kenta Ihara supervisando y escribiendo los guiones de la serie. Chikashi Kadekaru diseña los personajes y se desempeña como director de animación en jefe, y Makoto Uno diseña los monstruos. Se estrenó el 3 de octubre de 2021 en Tokyo MX y otros canales. Kana Utatane está componiendo la música de la serie. Sora Amamiya interpreta el tema de apertura de la serie "Mienai Kara ne!?" (見えないからね!??), así como el tema de cierre "Mita na? Mita yo ne?? Miteru yo ne???" (ミタナ？ミタヨネ？？ミテルヨネ？？？?).
Funimation obtuvo la licencia de la serie fuera de Asia. Tras la adquisición de Crunchyroll por parte de Sony, la serie se trasladó a Crunchyroll obteniendo la licencia de la serie fuera de Asia. Muse Communication obtuvo la licencia de la serie para el sur y el sudeste de Asia.
El 15 de octubre de 2021, Funimation anunció que la serie tendría un doblaje en español latino, el cual fue estrenado el 24 de octubre. Tras la adquisición de Crunchyroll por parte de Sony, el doblaje se trasladó a Crunchyroll.

### Película de acción real
En octubre de 2024, Kadokawa anunció la adaptación del manga a una película de imagen real dirigida por Yoshihiro Nakamura. Planeada a estrenarse durante el verano de 2025, está protagonizada por la actriz Nanoka Hara como Miko Yotsuya.
En enero de 2025 se lanzó el primer tráiler de la cinta, junto con el anuncio del resto del elenco: Rinka Kumada como Hana Yurikawa, naenano como Yuria Niguredō y Coki-Yamashita como Akio Gondō.
La película se estrenará el 6 de junio de 2025 en cines japoneses.